# 国際建設林業労働組合連盟
国際建設林業労働組合連盟（こくさいけんせつりんぎょうろうどうくみあいれんめい、英語：Building and Wood Workers International、略称：BWI）は、建設・林業・木材関連産業で働く労働者で組織している労働組合の国際組織である。

## 概要
国際建設林業労働組合連盟は、2005年12月に結成された。

## 日本の加盟組合
- 全国繊維化学食品流通サービス一般労働組合同盟（UAゼンセン）
- 日本建設組合連合（建設連合）
- 全日本森林関連産業労働組合連合会（森林労連）
- 日本建設産業職員労働組合協議会（日建協）